# 薬勝寺池
薬勝寺池（やくしょうじいけ）は、富山県射水市に位置する池。薬勝寺池公園として整備されており、フナ釣りを楽しむことが出来る。

## 概要
小杉駅から南に2km、小杉ICから西方500mの位置にあり、春には桜の花見スポットとして賑わう。池の周辺は住宅地であり池とその周囲は薬勝寺池公園という都市公園として整備されている（1979年3月28日に開設）。桜の名所でもあり、『富山さくらの名所70選』に選定されている。
フナ釣りスポットともなっており、フナの他にブラックバスやブルーギルが釣れる。

## 形成
薬勝寺池は、500年前に農業用ため池として作られたものと考えられている。
現在では池の中に噴水が作られており、水源の一つとなっている。